# 328
Năm 328 là một năm trong lịch Julius.